# Harry Oldmeadow
Kenneth "Harry" Oldmeadow (nascido em Melbourne em 1947) é um autor, editor e professor universitário australiano cujas obra discute principalmente religião, tradição, escritores tradicionalistas e filosofia.
Atualmente, ele é coordenador do departamento de filosofia e estudos religiosos da universidade La Trobe, em Bendigo, Austrália.
É colaborador regular de importantes publicações especializadas internacionais, como as revistas Sacred Web (Canadá), Sophia (EUA) e Asian Philosophy (Inglaterra).
No Brasil, publicou em co-autoria com Mateus Soares de Azevedo, o livro "Ocultismo e Religião em Freud, Jung e Mircea Eliade" (S. Paulo, Ibrasa, 2011).